# Осока чёрно-бурая
Осо́ка чёрно-бу́рая (лат. Carex atrofusca) — многолетнее травянистое растение, вид рода Осока (Carex) семейства Осоковые (Cyperaceae).

## Ботаническое описание

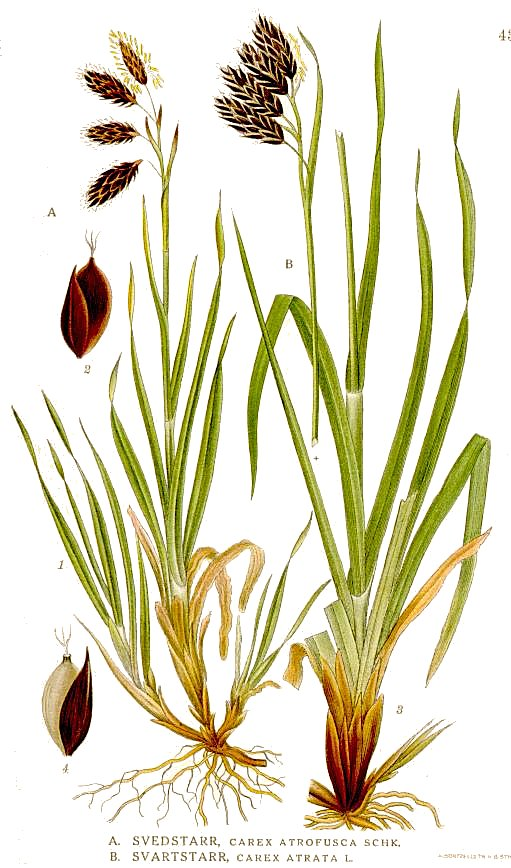
A — Carex atrofusca

Серо-, светло- или желтовато-зелёное растение с коротким восходящим ползучим корневищем, дающим побеги.
Стебли неясно трёхгранные, гладкие, прямые или несколько изогнутые, наверху поникающие, высотой 10—30(50) см, гладкие, у основания одетые светло-бурыми влагалищами.
Листья жестковатые, слабо-шероховатые, почти гладкие, шириной 3—4(5) мм, постепенно заострённые, вполовину и более короче стебля.
Верхние 1(2) колоска тычиночные (иногда верхний гинекандрический), обратнояйцевидный, 0,5—1(1,5) см длиной, с яйцевидными, острыми и красновато- или тёмно-бурыми чешуями; остальные — пестичные, в числе 2—5, яйцевидные, обратнояйцевидные или несколько булавовидные, 1—1,8(3) см длиной, 0,8 см шириной, большей частью многоцветковые, густые, на длинных гладких ножках длиной до 2—3 см длиной, поникающие, несколько расставленные; кроющие чешуи мешочков яйцевидные, ланцетные или продолговато-яйцевидные, острые, почти равные мешочкам, или немного короче их, или у́же в 2 раза и длиннее их, обычно сплошь чёрно-пупурные, чёрно-бурые или тёмно-красновато-бурые со светлой средней жилкой. Мешочки пурпурово-бурые, чёрно-пурпурные или почти чёрные, только внизу беловатые, со светлым слегка шиповатым краем, почти плоские, продолговато-яйцевидные или продолговато-эллиптические, 4—5 мм длиной, перепончатые, матовые, гладкие, без жилок, почти сидячие, у основания округлые, постепенно суженные в короткий бурый носик, неглубоко- и мягко-двузубчатый, на верхушке белоперепончатый. Рылец 3. Нижний кроющий лист может быть с длинным влагалищем и с пластинкой короче своего колоска. Перепончатая сторона влагалищ кроющих листьев часто чёрно-пурпурная.
Плод в несколько раз короче и у́же мешочка, на длинном карпофоре. Плодоносит в июле.
Число хромосом 2n=38, 40.
Вид описан из Словении.
В Арктике и на Памире отмечены образцы с бледно-бурыми кроющими чешуями.

## Распространение
Северная Европа, в том числе арктическая Скандинавия, Атлантическая (горы Шотландии) и Центральная Европа (Пиренеи, Альпы и Карпаты); Арктическая часть России: Кольский полуостров, Полярный Урал, низовья Оленёка и Лены, залив Борхая, среднее течение реки Хараулаха, Чукотский полуостров, среднее течение и устье Анадыря, залив Корфа; Европейская часть России: Приполярный и Северный Урал (Денежкин Камень); Западная Сибирь: Алтай, северная часть Средне-Сибирского плато; Восточная Сибирь: север плато Путорана, окрестности Енисейска, Центральные и Восточные Саяны, Южно-Муский хребет, Верхоянский хребет, хребет Сунтар-Хаята, хребет Черского, бассейн Колымы; Дальний Восток России: окрестности Аяна, юг Сахалина; Средняя Азия: Джунгарский Алатау, Северный и Центральный Тянь-Шань, Памиро-Алай; Западная Азия: Гиндукуш; Центральная Азия: Северная Монголия, Афганистан, Кашмир; Восточная Азия: Северо-Западный и Юго-Западный Китай; Южная Азия: Западные Гималаи; Северная Америка: Аляска, в том числе арктическая, северная часть Канады, в том числе арктическое побережье Канады, арктическая часть Лабрадора, Канадский арктический архипелаг, Гренландия (к северу от Полярного круга).
Растёт на сырых лужайках по берегам рек и ручьёв, на осоково-кобрезиевых лугах, влажных щебнистых, слабо задернованных склонах, в сырых мохово-осоковых и мохово-кобрезиевых тундрах, лиственничных редколесьях; характерна для карбонатных субстрактов; в высокогорьях и верхней части лесного пояса, в арктических горных и равнинных тундрах, а также лесотундрах; иногда образует небольшие заросли.

## Систематика
В пределах вида выделяются два подвида и одна разновидность:
- Carex atrofusca subsp. atrofusca — Осока глянцевитобурая; от Субарктики до умеренных районов Евразии
- Carex atrofusca var. major (Boeckeler) Raymond — Осока клопоносная; от Сибири до запада Северной Америки
- Carex atrofusca subsp. minor (Boott) T.Koyama — Осока белозаострённая; от Центральной Азии до Гималаев